# Roger Bisseron
Roger Bisseron (Hallignicourt, 27 de agosto de 1905-Évreux, 28 de junio de 1992) fue un ciclista francés que fue profesional entre 1925 y 1935. Durante su carrera deportiva consiguió 4 victorias, una de ellas el Campeonato de Francia en ruta de 1930.

## Palmarés
1925
- Paris-Dreux

1930
- Campeón de Francia en ruta

1931
- Paris-Caen

1935
- Circuit de l'Indre

### Resultados al Tour de Francia
- 1935 Abandona (2ª etapa)